# Polyurie
Polyurie is de benaming voor vermeerderde urinelozing. Van polyurie is volgens een gangbare definitie sprake als er meer dan 3 liter urine per dag wordt afgescheiden, uitgaande van een gemiddelde vochtopname.  
Polyurie is onder andere een symptoom van diabetes insipidus en bij sommige nieraandoeningen. Soms komt polyurie tijdelijk voor bij nervositeit.
Polyurie gaat vrijwel altijd gepaard met polydipsie; het vocht moet ergens vandaan komen om uitdroging te voorkomen. Bij een overvloedig infuus kan polyurie zonder polydipsie optreden.
Enkele andere mogelijke oorzaken van polyurie zijn: diabetes mellitus, psychogeen, gebruik van plastabletten, als bijwerking bij overdosering van bepaalde medicijnen (berucht is in dit verband het bij bipolaire stoornissen wel gegeven lithium), hyperaldosteronisme. 